# Erwin Dohrn
Erwin Dohrn (18 de Março de 1920 - 20 de Abril de 1945) foi um comandante de U-Boot que serviu na Kriegsmarine durante a Segunda Guerra Mundial.